# Tilly Musäus
Tilly Musäus (* 6. Juni 1883 in Osnabrück; † Oktober 1972), auch Tilly Schweißguth und Tilly Musäus-Schenk, war eine deutsche Theaterschauspielerin.

## Leben und Karriere
Tilly Musäus wurde als jüngstes Kind des in Ålesund in Norwegen geborenen Schauspielers Hans Musäus und seiner Ehefrau, der deutschen Schauspielerin Mathilde Musäus, in Osnabrück geboren.
Tilly Musäus begann ihre Schauspielkarriere im Jahr 1900. Sie spielte unter anderem in Gera und Frankfurt/Oder als Jugendliche Naive, wechselte aber sehr früh ins Mütterfach. 1934 wurde sie an die Bühnen der Hansestadt Lübeck verpflichtet. Bis zu ihrem Ruhestand spielte sie am Lübecker Landestheater, dessen Ehrenmitglied sie schließlich wurde.
Als Mütterspielerin war sie unter anderem in Hauptrollen im Jedermann, in Schuld und Sühne, Die Liebe der vier Obersten (Mrs. Rinder-Sparrow), Leuchtfeuer (Anne Marie) und Die Ratten (Frau Hassenreuter) zu sehen. Noch 1963, im Alter von 80 Jahren, stand sie in der Rolle der Großmutter in Das Schloss in Schweden auf der Bühne.
Tilly Musäus lebte zuletzt in einem Seniorenheim in Lübeck. Sie starb im Oktober 1972, im Alter von 89 Jahren.

### Privates
Tilly Musäus ist die Mutter von Hans Musäus und die Großmutter von Peter Musäus. Sie war mindestens zweimal verheiratet, darunter mit dem deutschen Schauspieler Willy Schweißguth (1878–1949).

## Hörspiele (Auswahl)
- 1928: Oskar Blumenthal, Gustav Kadelburg: Im weißen Röss'l. Lustspiel in drei Akten (Melanie Schmidt) – Regie: Hermann Beyer (Sendespiel (Hörspielbearbeitung) – NORAG)[7]